# Oligomyrmex lucidus
Oligomyrmex lucidus är en myrart som beskrevs av Santschi 1917. Oligomyrmex lucidus ingår i släktet Oligomyrmex och familjen myror. Inga underarter finns listade i Catalogue of Life.